# IKIM电台

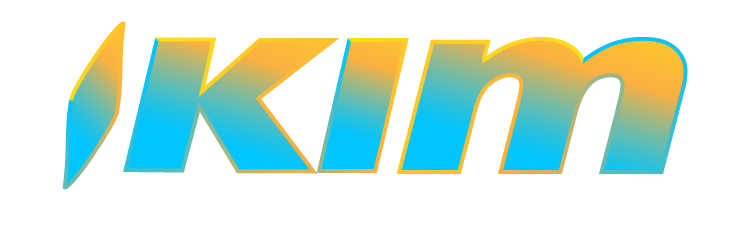
IKIM电台

IKIM电台（英語：Radio IKIM）是马来西亚的广播电台。IKIM这个名字是马来西亚伊斯兰理解研究所（Institut Kefahaman Islam Malaysia）的缩写。成立的目的是增加穆斯林和非穆斯林对伊斯兰教的真正了解，旨在消除与伊斯兰教相关的负面形象。该电台拥有马来语、英语和阿拉伯语，于2001年7月6日由时任首相马哈迪·莫哈末主持启用。